# Saturnusnevel
De Saturnusnevel (NGC 7009) is een planetaire nevel in het sterrenbeeld Waterman. De nevel ligt 2400 lichtjaar van de Aarde verwijderd en werd op 7 september 1782 ontdekt door de Duits-Britse astronoom William Herschel.

## Synoniemen
- PK 37-34.1